# 해적왕녀
《해적왕녀》(일본어: 海賊王女)는 프로덕션 I.G에서 제작한 일본의 애니메이션이다. 미국에서는 2021년 8월 15일부터 어덜트 스윔에서 방영을 시작했으며, 일본에서는 2021년 10월 3일부터 12월 19일까지 MBS, 도쿄 MX에서 방영되었다.

## 줄거리
18세기의 태평양, 그것은 한 소녀가 가진 기억으로부터 시작되는 스토리.페나 하우트먼은 아버지와 함께 유람을 떠났지만 해적에게 붙잡혀 혼자 소형 보트로 표류하다 목숨을 건진다.그는 국가가 묵인하고 있는 창녀 남창의 섬(샹그릴라)에 표착했다. 10년이 지나면서 눈처럼 하얗게 빛나는 피부와 머리카락을 가지고 아름다워진 페나는 눈앞에 자신의 첫 번째 일을 앞두고 있었으나 받아들여지지 않자 수없이 여러 차례 상상해 온 섬을 탈출하기로 결심한다. 이후 절체절명의 위기에 처한 페나는 새빨간 갑옷에 사슴뿔 투구를 걸치고 있던 유키마루라는 청년에게 구조됐다. 그는 페나를 찾아내겠다고 약속한 청년으로, 두 사람의 재회로 페나에게 잠든 말(에덴)이라는 것이 되살아난다. 「에덴으로 향하라!」는 말에 페나는 진실을 알기 위해 유키마루 등과 함께 에덴의 수수께끼 풀이를 하기 위해 선박 여행을 떠났다.